# Krhov (Blanskói járás)
Krhov település Csehországban, a Blanskói járásban. Krhov Voděrady, Obora, Drnovice, Bořitov és Lysice településekkel határos. Lakosainak száma 153 fő (2024. január 1.).

## Népesség
A település lakosságának változását az alábbi diagram mutatja:
| Lakosok száma | 170  | 163  | 171  | 184  | 162  | 159  | 143  | 157  | 151  | 153  |
|               | 1869 | 1890 | 1921 | 1950 | 1980 | 2001 | 2017 | 2019 | 2022 | 2024 |